# Carl Hoefkens

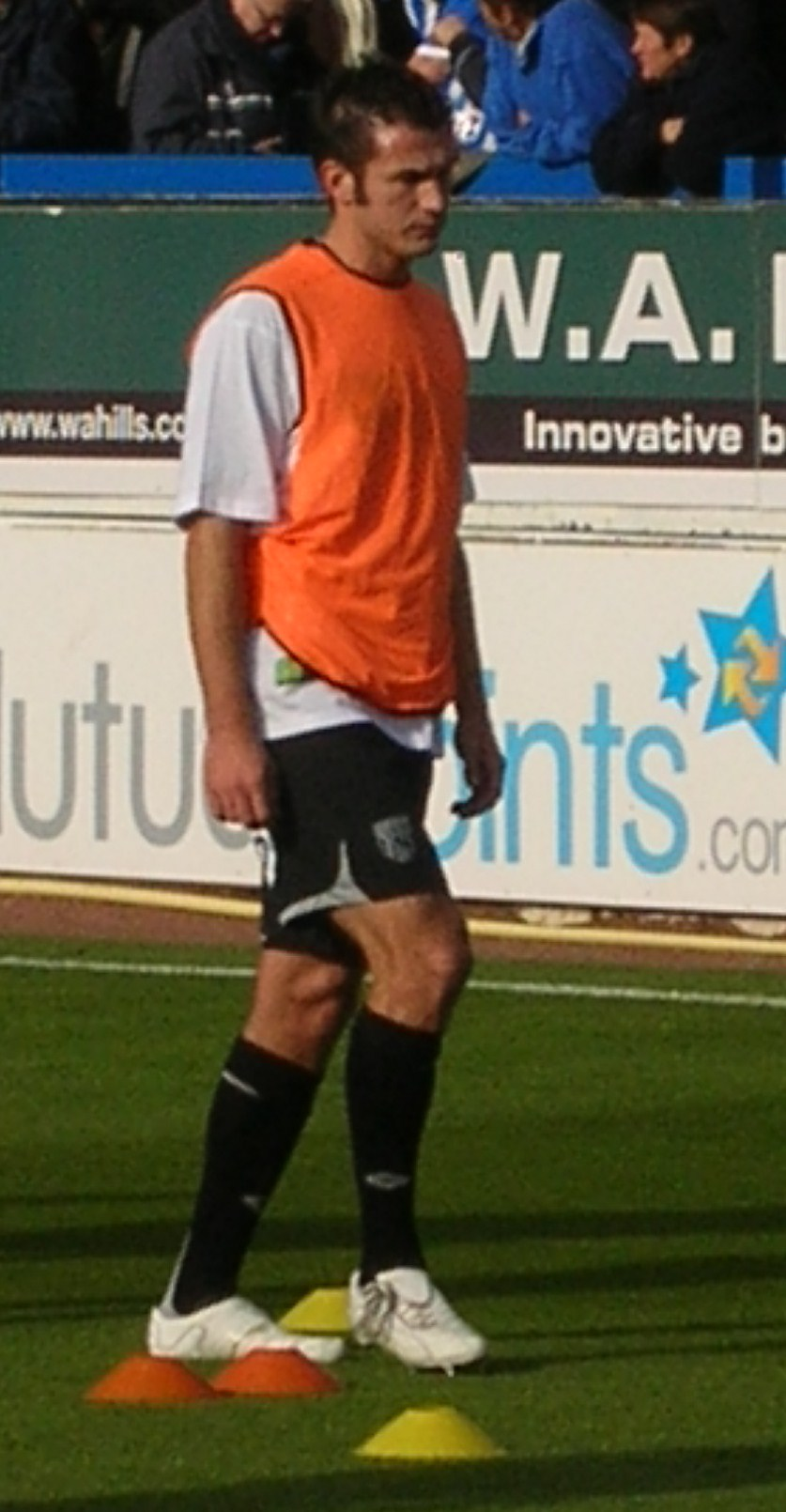
Carl Hoefkens bij West Bromwich Albion FC

Carl Hoefkens (Lier, 6 oktober 1978) is een Belgisch voetbaltrainer en voormalig profvoetballer die vanaf seizoen 2024/2025 hoofdtrainer is van NAC Breda. 
Als actief voetballer was hij een rechtsachter die tevens centraal in de verdediging kon spelen. Hoefkens begon destijds als centrale verdediger, maar speelde vaker als rechtsachter in latere jaren. 

## Clubcarrière
Hoefkens voetbalde tussen 1996 en 2001 bij Lierse, waarmee hij de landstitel (1997) en de Beker van België (1999) won. Daarna speelde hij twee seizoenen bij Lommel, dat in de loop van het tweede seizoen failliet ging. Vanaf 2003 kwam Hoefkens uit voor Germinal Beerschot, waarmee hij in 2005 opnieuw de Beker van België veroverde. Daarna verliet hij de Antwerpenaren, en koos voor een avontuur in Engeland, bij tweedeklasser Stoke City. Medio 2007 verkaste Hoefkens naar West Bromwich Albion, waar hij twee seizoenen verbleef. Hij speelde met die club een jaar in de Premier League (2008-2009), maar wist er nooit een basisplaats te veroveren.
Medio 2009 liep zijn contract bij West Bromwich af, waarna hij terugkeerde naar België. Hij ondertekende een contract bij Club Brugge, waar hij vier seizoenen zou blijven. Op dertien november 2010 speelde hij z'n driehonderdste wedstrijd in de hoogste, Belgische voetbalafdeling. Na zijn Brugse avontuur voetbalde Hoefkens nog een seizoen bij Lierse, de club waar het voor hem allemaal begon, en een seizoen bij KV Oostende.

## Clubstatistieken
| Seizoen | Club                 | Competitie         | Competitie | Competitie | Beker | Beker | Internationaal | Internationaal | Totaal | Totaal |
| Seizoen | Club                 | Competitie         | Wed.       | Dlp.       | Wed.  | Dlp.  | Wed.           | Dlp.           | Wed.   | Dlp.   |
| ------- | -------------------- | ------------------ | ---------- | ---------- | ----- | ----- | -------------- | -------------- | ------ | ------ |
| 1996/97 | Lierse SK            | Jupiler League     | 17         | 0          | 0     | 0     | 0              | 0              | 17     | 0      |
| 1997/98 | Lierse SK            | Jupiler League     | 27         | 1          | 0     | 0     | 5              | 0              | 32     | 1      |
| 1998/99 | Lierse SK            | Jupiler League     | 30         | 0          | 0     | 0     | —              | —              | 30     | 0      |
| 1999/00 | Lierse SK            | Jupiler League     | 31         | 0          | 2     | 0     | 3              | 0              | 36     | 0      |
| 2000/01 | Lierse SK            | Jupiler League     | 27         | 0          | 1     | 0     | 2              | 0              | 30     | 0      |
| 2001/02 | Lommel SK            | Jupiler League     | 33         | 3          | 1     | 0     | —              | —              | 34     | 3      |
| 2002/03 | Lommel SK            | Jupiler League     | 22         | 0          | 5     | 0     | —              | —              | 27     | 0      |
| 2002/03 | KVC Westerlo         | Jupiler League     | 7          | 0          | 0     | 0     | —              | —              | 7      | 0      |
| 2003/04 | Germinal Beerschot   | Jupiler League     | 32         | 4          | 4     | 0     | —              | —              | 36     | 4      |
| 2004/05 | Germinal Beerschot   | Jupiler League     | 27         | 3          | 7     | 0     | —              | —              | 34     | 3      |
| 2005/06 | Stoke City           | Championship       | 44         | 3          | 1     | 0     | —              | —              | 45     | 3      |
| 2006/07 | Stoke City           | Championship       | 45         | 2          | 2     | 0     | —              | —              | 47     | 2      |
| 2007/08 | West Bromwich Albion | Championship       | 42         | 0          | 5     | 0     | —              | —              | 47     | 0      |
| 2008/09 | West Bromwich Albion | Premier League     | 10         | 0          | 5     | 0     | —              | —              | 15     | 0      |
| 2009/10 | Club Brugge          | Jupiler Pro League | 31         | 0          | 3     | 0     | 7              | 0              | 41     | 0      |
| 2010/11 | Club Brugge          | Jupiler Pro League | 38         | 2          | 2     | 0     | 6              | 3              | 46     | 5      |
| 2011/12 | Club Brugge          | Jupiler Pro League | 34         | 2          | 1     | 0     | 9              | 0              | 44     | 2      |
| 2012/13 | Club Brugge          | Jupiler Pro League | 25         | 0          | 1     | 0     | 9              | 0              | 35     | 0      |
| 2013/14 | Lierse SK            | Jupiler Pro League | 20         | 0          | 2     | 0     | —              | —              | 22     | 0      |
| 2014/15 | KV Oostende          | Jupiler Pro League | 18         | 1          | 1     | 0     | —              | —              | 19     | 1      |
| 2015/16 | Manchester 62        | Premier Division   | 19         | 2          | 3     | 0     | —              | —              | 22     | 2      |
| Totaal  | Totaal               | Totaal             | 579        | 23         | 46    | 0     | 41             | 3              | 666    | 26     |

## Interlandcarrière
Hoefkens speelde voor de jonge Rode Duivels op het WK 1997 in Maleisië, en was samen met Tom Caluwé, Cédric Roussel en de doelmannen Olivier Renard en Jean-François Gillet de enige van de toenmalige selectie die het tot A-Rode Duivel zou schoppen. Onder René Vandereycken, die tot april 2009 bondscoach was, was Hoefkens een tijdlang basisspeler bij de nationale ploeg. Sindsdien werd hij niet meer geselecteerd.
| Interlands van Carl Hoefkens voor België | Interlands van Carl Hoefkens voor België | Interlands van Carl Hoefkens voor België | Interlands van Carl Hoefkens voor België | Interlands van Carl Hoefkens voor België | Interlands van Carl Hoefkens voor België |
| No.                                      | Datum                                    | Wedstrijd                                | Uitslag                                  | Soort Wedstrijd                          | Doelpunten                               |
| Als speler bij Lierse SK                 | Als speler bij Lierse SK                 | Als speler bij Lierse SK                 | Als speler bij Lierse SK                 | Als speler bij Lierse SK                 | Als speler bij Lierse SK                 |
| ---------------------------------------- | ---------------------------------------- | ---------------------------------------- | ---------------------------------------- | ---------------------------------------- | ---------------------------------------- |
| 1.                                       | 5 juni 1999                              | Zuid-Korea – België                      | 1 – 2                                    | Vriendschappelijk                        | -                                        |
| 2.                                       | 18 augustus 1999                         | België – Finland                         | 3 – 4                                    | Vriendschappelijk                        | -                                        |
| 3.                                       | 4 september 1999                         | Nederland – België                       | 5 – 5                                    | Vriendschappelijk                        | -                                        |
| 4.                                       | 7 september 1999                         | België – Marokko                         | 4 – 0                                    | Vriendschappelijk                        | -                                        |
| Als speler bij Stoke City                |                                          |                                          |                                          |                                          |                                          |
| 5.                                       | 7 september 2005                         | België – San Marino                      | 8 – 0                                    | Kwalificatie WK 2006                     | -                                        |
| 6.                                       | 8 oktober 2005                           | België – Spanje                          | 0 – 2                                    | Kwalificatie WK 2006                     | -                                        |
| 7.                                       | 8 oktober 2005                           | Litouwen – België                        | 1 – 1                                    | Kwalificatie WK 2006                     | -                                        |
| 8.                                       | 11 mei 2006                              | België – Saoedi-Arabië                   | 2 – 1                                    | Vriendschappelijk                        | -                                        |
| 9.                                       | 20 mei 2006                              | Slowakije – België                       | 1 – 1                                    | Vriendschappelijk                        | -                                        |
| 10.                                      | 11 mei 2006                              | België – Turkije                         | 3 – 3                                    | Vriendschappelijk                        | 90'                                      |
| 11.                                      | 16 augustus 2006                         | België – Kazachstan                      | 0 – 0                                    | Kwalificatie EK 2008                     | -                                        |
| 12.                                      | 6 september 2006                         | Armenië – België                         | 0 – 1                                    | Kwalificatie EK 2008                     | -                                        |
| 13.                                      | 7 oktober 2006                           | Servië – België                          | 1 – 0                                    | Kwalificatie EK 2008                     | -                                        |
| 14.                                      | 11 oktober 2006                          | België – Azerbeidzjan                    | 3 – 0                                    | Kwalificatie EK 2008                     | -                                        |
| 15.                                      | 15 november 2006                         | België – Polen                           | 0 – 1                                    | Kwalificatie EK 2008                     | -                                        |
| 16.                                      | 7 februari 2007                          | België – Tsjechië                        | 0 – 2                                    | Vriendschappelijk                        | -                                        |
| 17.                                      | 24 maart 2007                            | Portugal – België                        | 4 – 0                                    | Kwalificatie EK 2008                     | -                                        |
| 18.                                      | 2 juni 2007                              | België – Portugal                        | 1 – 2                                    | Kwalificatie EK 2008                     | -                                        |
| Als speler bij West Bromwich Albion      |                                          |                                          |                                          |                                          |                                          |
| 19.                                      | 22 augustus 2007                         | België – Servië                          | 3 – 2                                    | Kwalificatie EK 2008                     | -                                        |
| 20.                                      | 12 september 2007                        | Kazachstan – België                      | 2 – 2                                    | Kwalificatie EK 2008                     | -                                        |
| 21.                                      | 30 mei 2008                              | Italië – België                          | 3 – 1                                    | Vriendschappelijk                        | -                                        |
| 22.                                      | 30 mei 2008                              | Duitsland – België                       | 2 – 0                                    | Vriendschappelijk                        | -                                        |
| Totaal                                   | Totaal                                   | Totaal                                   | Totaal                                   | Totaal                                   | 1                                        |

## Trainerscarrière
Hoefkens ging in de zomer van 2018 aan de slag als jeugdtrainer bij Club Brugge. In zijn eerste seizoen werkte hij bij de U18 en U21 als assistent van trainer Rik De Mil. Sinds de zomer werkt hij bij de A-kern als Talent Manager. Hier is zijn taak een brug tussen de A-kern en het beloftenelftal. Op 25 mei 2022 werd hij aangesteld als hoofdtrainer van Club Brugge, dit ter vervanging van afscheidnemend trainer Alfred Schreuder die na het behalen van de landstitel inging op een aanbod van AFC Ajax. Hij werd eind december ontslagen na een reeks van tegenvallende resultaten in beker en competitie. Hij werd opgevolgd door de Engelsman Scott Parker. In maart 2023 haalde hij zijn UEFA Pro License-trainersdiploma. Op 16 juni 2023 werd hij door Standard Luik aangesteld als hoofdtrainer, waar hij op 31 december 2023 werd ontslagen na tegenvallende resultaten.
Op 6 juni 2024 tekende hij een contract als hoofdtrainer bij NAC Breda.

## Erelijst

### Als speler
| Competitie           |           |            |           |           |
| Competitie           | Aantal    | Jaren      |           |           |
| Lierse SK            | Lierse SK | Lierse SK  | Lierse SK | Lierse SK |
| -------------------- | --------- | ---------- | --------- | --------- |
| Landskampioen België | 1x        | 1996/97    |           |           |
| Beker van België     | 1x        | 1998/99    |           |           |
| Belgische Supercup   | 2x        | 1997, 1999 |           |           |
| Germinal Beerschot   |           |            |           |           |
| Beker van België     | 1x        | 2004/05    |           |           |
| West Bromwich Albion |           |            |           |           |
| Championship         | 1x        | 2007/08    |           |           |

### Als trainer
| Belgische Supercup | 1x | 2022 |

## Privé
Hij was gehuwd met Vanessa Hoefkens en heeft twee kinderen.